# Шоста Равська бригада УГА
Равська (6) бригада УГА — сформована у лютому 1919 з групи «Рава Руська» і, частково з групи «Яворів», належала до Першого Корпусу УГА.
На польському фронті обороняла район: Рава-Руська — Немирів — Магерів — Яворів; під час Чортківської офензиви брала участь у боях під Бережанами і Золочевом.
Після переходу УГА за Збруч до складу Равської бригади входило близько 2 800 осіб: 3 курені піхоти, гарматний полк з 4 батерій (командир сотник Р. Фріш) і кінна сотня. Командир Р. б. — сотник Юліан Головінський.
У наступі на Київ Равська бригада відзначилася у боях з Червоною армією при здобутті Браїлова, Вінниці, Козятина, Бердичева, Ігнатівки, Святошина і 31 серпня 1919 увійшла до Києва. Восени 1919, знищена тифом, стримала під Дашевом і Романовим Хутором наступ армії Денікіна.